# Ernesto Agard
Ernesto Arturo Agard (Ciudad de Panamá, 6 de julio de 1937-9 de julio de 2025) fue un jugador de baloncesto panameño.

## Trayectoria
Ernesto Arturo Agard nació en la Ciudad de Panamá en julio de 1937. Se inició en la categoría menor al mando del profesor Julio Torres, logrando su primer título de una larga y exitosa carrera y la categoría mayor la hizo al frente de su equipo Cigarrillos Panamá y su director técnico, Oliver Paterson. Todas sus presentaciones eran un espectáculo. Sus 6 pies 9 pulgadas convirtieron a Agard, en ese entonces, en el gigante del baloncesto panameño, Desde su primer llamado en 1956 y hasta 1971 fue titular del equipo nacional, en ocho juegos deportivos. 
Fue vital en los En 1961, en los Juegos Deportivos Centroamericanos que se realizaron en Costa Rica, Agard logra la medalla de oro. En este mismo año, en los Juegos Bolivarianos de 1961, en Barranquilla, Colombia, conquista también la presea de oro, Mientras que en 1962, en los Juegos Centroamericanos realizados en Panamá, Agard logra nuevamente la presea dorada. En 1963, Agard es llamado para formar parte del proyecto de los Trotamundos de Harlem, quienes al visitar Panamá vieron en la estatura, formación y talento de Agard un gran potencial, llevándoselo así por toda Sudamérica durante cuatro meses y medio en una gira. Luego de esto fue llamado por el equipo nacional para disputar los Juegos Centroamericanos, en Costa Rica, Panamá ganó la medalla de oro en Costa Rica, participó en los VIII Juegos Centroamericanos y del Caribe cuando Panamá conquista su primera medalla de bronce, en los Juegos Panamericanos 1967, formó parte de la selección que compitió en los Juegos Olímpicos de Verano de 1968. 
En 1969, en el torneo Centrobasket en La Habana, Cuba, Panamá y Agard formaron parte de ese equipo panameño que optó por la medalla de oro. En Juegos Centroamericanos y del Caribe 1970. Ante una gran concurrencia, el 12 de marzo de 1970, Panamá logra una importante victoria frente al equipo de Cuba 86 por 81 con la buena actuación del gigante Agard debajo de los tableros y ahí Panamá logra otra de oro. Formó parte de la selección que disputó el Campeonato Mundial de Baloncesto de 1970.